# XXL (deutsche Band)
XXL war ein deutsches Dance-Projekt der Produzenten und Songwriter Wasja Schulz und Wolfen, die bereits als Diss. Miss! zusammengearbeitet hatten. Zwischen 1994 und 1996 gab es diverse Single-Veröffentlichungen als XXL.
Der größte Hit wurde der Eurodance-Track It’s Cool Man mit der Stimme des Schweizers Peter Steiner, der als Werbefigur für Milka bekannt war. Das Lied platzierte sich Anfang 1995 in Deutschland und Österreich auf Platz 5 der Charts, in der Schweiz auf Position 4. Die Folgesingle Geierwally, ebenfalls mit Steiner, erreichte wenige Monate später Platz 10 der Schweizer Hitparade. Weitere kommerzielle Erfolge blieben aus.
Im Jahr 2022 warb die deutsche Niederlassung eines Poolbauunternehmens mit einer Coverversion von It’s Cool Man unter dem Titel It’s Pool Man!. Das Video erschien sowohl in einer TV-, als auch in einer Langversion. 

## Diskografie (Singles)
- 1994: Poco (Entre 2 Aguas feat. XXL)
- 1994: It’s Cool Man (feat. Peter „Cool Man“ Steiner)
- 1995: Geierwally (feat. Peter „Cool Man“ Steiner)
- 1995: Some Mans Groovy
- 1996: Soccerboys (feat. the „EM96 Hymn“ of Mehmet Scholl)
- 1996: F/X Soccer (feat. The Soccerboys) (White Label)